# Melih Kor
Melih Kor (26 de març de 1994, Nuremberg, Alemanya) és un DJ i productor alemany de música electrònica.

## Discografia
- «Amazonas» (2015)
- «Night Rider» (2016)
- «Verona / Departure» (2017)
- «Signature Code» (2017)